# Kirara Shiraishi
Kirara Shiraishi (en japonés: 白石 黄良々, Shiraishi Kirara, 31 de mayo de 1996) es un deportista japonés que compite en atletismo, especialista en las carreras de relevos. Ganó una medalla de bronce en el Campeonato Mundial de Atletismo de 2019, en la prueba de 4 × 100 m.

## Palmarés internacional
| Campeonato Mundial | Campeonato Mundial | Campeonato Mundial | Campeonato Mundial |
| Año                | Lugar              | Medalla            | Prueba             |
| ------------------ | ------------------ | ------------------ | ------------------ |
| 2019               | Doha (Catar)       | Medalla de bronce  | 4 × 100 m          |